# Yang Shangkun
Yang Shangkun, (5. srpnja 1907. – 14. rujna 1998.), četvrti je po redu kineski predsjednik i jedan od istaknutih kineskih vođa za vrijeme 80-ih godina. Na poziciju predsjednika došao je 1988. godine, zamijenivši Lia Xianniana. Predsjednikom je bio do 1993. godine. Nasijedio ga je Jiang Zemin. Umro je 14. rujna 1998. godine.